# ジャガランディ
ジャガランディ（学名：Herpailurus yagouaroundi）は、食肉目ネコ科Herpailurus属に分類される食肉類。本種のみでHerpailurus属を構成する。中央アメリカと南アメリカに棲息する。

## 呼称
かつては色の違いによって2つの別の種だと考えられ、灰色系のものは Jaguarundi、茶色系のものは Eyra と呼ばれていた。しかし、この2つは同種であり、同じ親から生まれた子供の中にも灰色の子と茶色の子が混在することがある。生まれたときのわずかな斑点以外、体毛に模様はない。スペイン語圏の国の一部ではジャガランディは｢小さなライオン｣を意味する「Leoncillo」と呼ばれる。

## 生物的特徴

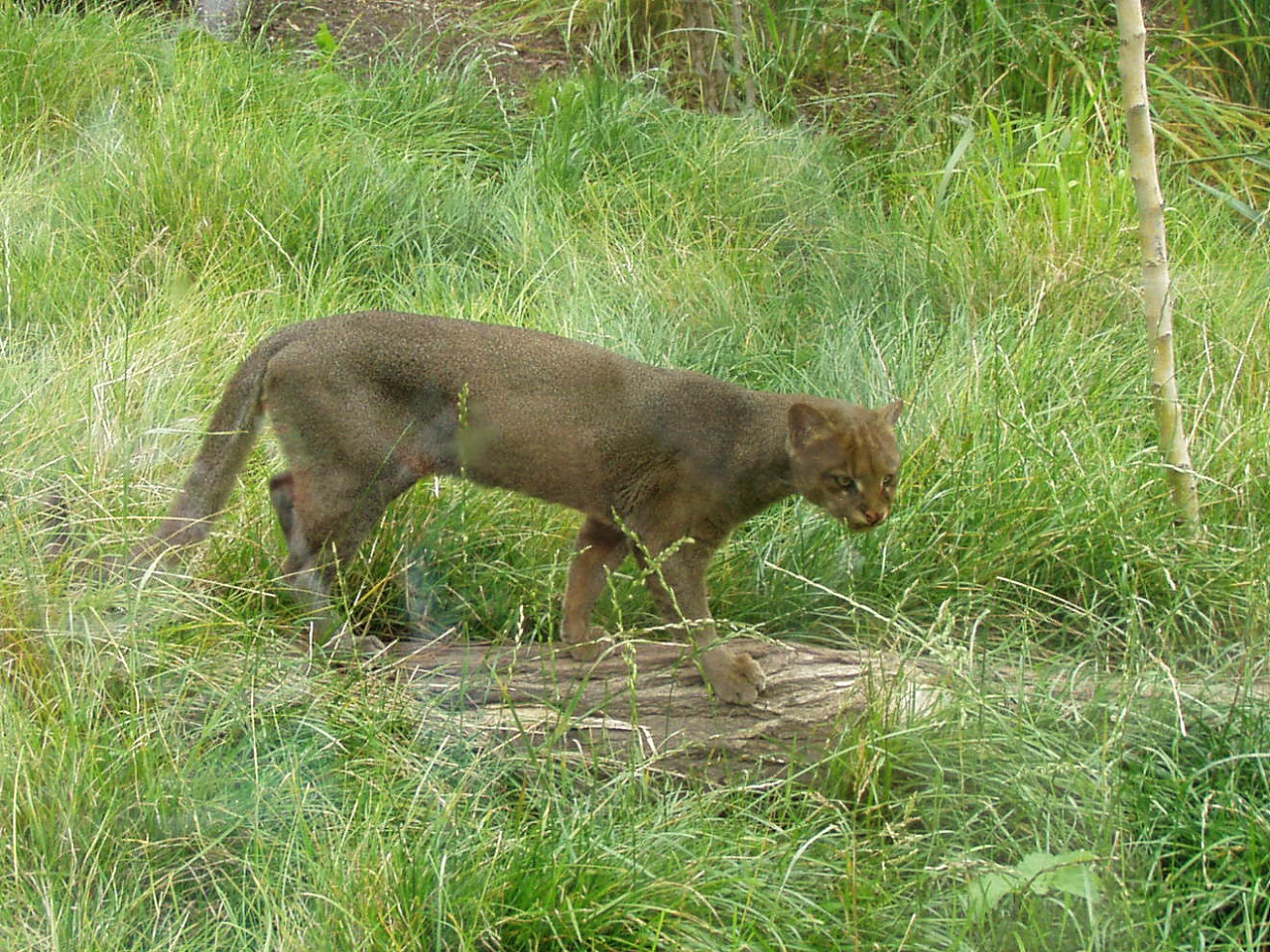
ジャガランディ

### 形態
平均的個体は体長約65cm、尾長約45cm、体重約6kg。
ほっそりとした体形で、イタチやカワウソと相似。体色に斑紋などは無く、毛の色は黒から茶色、灰色、鈍い赤などである。また、1本の毛の色が途中で変わる場合がある。
脚は短く、比較的長い尾を持つ。頭がやや長く、ネコ科に特有の丸みを帯びた印象は無い。眼は虹彩が褐色で、瞳孔は丸く収縮する。耳は短くて丸い。

### 生態
棲息地は流水のそばの標高の低い草地である。また、ときには熱帯の植物の密度が濃い地帯に棲息することもある。単独、または、番（つがい）で行動する。昼行性か夜行性かは棲息する場所に依存する。地上や樹上を素早く移動することができ、泳ぎも上手い。木のそばを好むが、狩りは地上や水辺で行う。魚、ウサギのような小さな哺乳類、爬虫類、シギダチョウのような地上に巣を作る鳥、カエルなどを食糧とする。

### 繁殖
70日程の妊娠期間の後、一度に1匹から4匹の子を産む。幼獣は約2年で成獣となる。

### 系統分類
染色体の数と遺伝子の構造の研究から、ジャガランディはより大きい種であるピューマの近縁種であることが明らかになっている。上位分類のピューマ属はこの2種によって構成されているが、以前は双方ともネコ属に分類されていた。
2006年に行われたネコ科の遺伝子解析によると、現生するオオヤマネコやベンガルヤマネコ、ピューマなどの祖先は、約800から850万年前にベーリング地峡を渡ってアメリカ大陸に入ってきたことが明らかとなった。これらの血統はその後、分岐したと考えられている。
最近の知見では、ジャガランディとピューマは、アフリカと西アジアに棲息するチーターに（現生種では）最も近縁であるとの示唆がされているが、はっきりした結論はまだ出ていない。現生のチーターが属するチーター属（genus Acinonyx）はアメリカ大陸のピューマ属から分化してユーラシア大陸に戻ってきたという説が提唱されているが、チーター属はユーラシアで独自に進化を遂げたとする研究者もいる。ネコ亜科の動物がアメリカに渡った経緯については、まだ判明していないことが多い。

#### 下位分類
下位分類群の 8亜種を示す。表記内容は順に、学名、英語名（存在するもののみ）、特記事項（棲息地を含む）。
- Puma yagouaroundi ameghinoi (Holmberg, 1898)　：アルゼンチン西部、および、チリ極東部に棲息。
- Puma yagouaroundi cacomitli (Berlandier, 1859)　　Gulf Coast Jaguarundi　：メキシコ東部、米国テキサス州南部。
- Puma yagouaroundi eyra (G. Fischer, 1814)　：ブラジル、パラグアイ、アルゼンチン。
- Puma yagouaroundi fossata (Mearns, 1901)　：メキシコ南部、ホンジュラス。
- Puma yagouaroundi melantho (Thomas, 1914) ：ペルー、ブラジル。
- Puma yagouaroundi panamensis (J. A. Allen, 1904)　：ニカラグア、エクアドル。
- Puma yagouaroundi tolteca (Thomas, 1898)　：メキシコ西部、ほか。
- Puma yagouaroundi yagouaroundi (Étienne Geoffroy Saint-Hilaire, 1803)　：模式亜種。アマゾン熱帯雨林とガイアナに棲息。

## 保護
ジャガランディは毛皮目的で狩りの対象となっているが、それ以上に棲息域の破壊が影響して個体数が減少している。
ジャガランディはフランス領ギアナのギアナ宇宙センターの周辺で見ることができる。